# شاهزاده و شوگرل
شاهزاده و دختر بازیگر (به انگلیسی: The Prince and the Showgirl) فیلم آمریکایی سال ۱۹۵۷ ساخته شده در پینوود استودیو با هنرنمایی مرلین مونرو و بازیگر بریتانیایی لارنس الیویه که خود تهیه‌کنندگی و کارگردانی این فیلم را به عهده داشت، است.
فیلم در ۱۳ ژوئن ۱۹۵۷ اکران شد. فیلم نامه توسط ترنس راتیگن که نویسندهٔ اثر شاهزاده خواب نیز بود، نوشته شده‌است که داستان این فیلم اساس فیلم هفته من با مرلین محصول سال ۲۰۱۱ است.

## موضوع
این فیلم در ژوئن ۱۹۱۱ در لندن اتفاق می‌افتد.جورج وی در ۲۲ ژوئن تاج گذاری خواهد کرد و مهمان‌های مهم شاه کارپیثیا، نیکولاس، و پرنس چارلز هستند.

پرنس رگنت (چارلز)؛ شاهزاده کارپیثیا به یک برنامهٔ موسیقی به نام The Coconut Girl (دختر نارگیلی) می‌رود و در آنجا به یکی از بازیگران به نام السی مارینا علاقه‌مند می‌شود و با او دوست می‌شود و او را برای صرف شام به سفارت کارپیثیا دعوت می‌کند، ولی چون برای جشن تاج گذاری به لندن آمده است نمی‌تواند او را بیش از چند بار ملاقات کند زیرا باید در مراسم سلطنتی حضور پیدا کند و در این میان مشکلاتی مانع دیدار این دو با هم می‌شوند سر انجام پس از ۱۸ ماه در حالی که هر دو هیچ دغدغه کاری ندارند موفق به دیدار با یکدیگر می‌شوند.

## بازیگران
- مرلین مونرو در نقش السی مارینا که یک شوگرل جوان است که طی یک برنامه مورد توجه پرنس چارلز قرار می‌گیرد.
- لارنس الیویه در نقش پرنس چارلز که شاهزاده ای تنها است و به السی مارینا علاقه‌مند شده و او را برای صرف شام به سفارت کشورش دعوت می‌کند.
- سیبل ثورندایک در نقش ملکه کارپیثیا که در طول فیلم نصبت به السی مارینا لحنی کنایه آمیز دارد.
- ریچارد واتیس در نقش نرثبروک، کسی که پرنس چارلز را به سالن نمایش می‌برد.
- جرمی سپنسر در نقش شاه نیکولاس کارپیثیا پدر شاهزاده چارلز.
- پل هاردویک در نقش کشیش یزرگ.
- اسموند نایت در نقش سرهنگ هفمن
- روزاموند گرین وود در نقش مود
- آبری دکستر در نقش سفیر
- مَـکسین آدلی در نقش سانینگ دیل
- جین کنت در نقش مایسی اسپرینگفیلد
- دافنه آندرسن در نقش فانی
- گیلین اوون در نقش مگی
- فرا دی در نقش بتی
- مارگت لیستر در نقش لتی
- چارلز ویکتور در نقش مدیر تئاتر
- دیوید هورن در نقش افسر خارجی
- گلادیس هنسون به عنوان متصدی لباس

## تقدیرها
این فیلم از نظرفروش و انتقادی رتبه‌ی چشمگیری بدست نیاوردو بسیاری از منتقدان از حرکت کند فیلم انتقاد کردند.

### جوایز
نامزد پنج جایزه در جشنواره فیلم بریتانیا بفتا
- بهترین بازیگر مرد بریتانیا : لارنس الیویه
- بهترین فیلم بریتانیا
- بهترین فیلم نامه بریتانیا : ترنس راتیگن
- بهترین بازیگر زن خارجی : مرلین مونرو
- بهترین فیلم از هر منبع

جایزه ستاره کریستالی (آکادمی فیلم فرانسه)
- بهترین بازیگر زن خارجی : مرلین مونرو

دیوید دی دوناتلو (ایتالیایی آکادمی فیلم)
- بهترین بازیگر زن خارجی : مرلین مونرو

هیئت ملی نقد و بررسی :
بهترین بازیگر زن مکمل--سیبل ثورندایک

## حواشی
الیویه به علت این که از جانب رفتارهای مرلین مونرو آزرده خاطر شده بود تا مدت‌ها از کارگردانی به دور بود تا این که در سال ۱۹۷۰ فیلم سه خواهر را کارگردانی کرد.